# 파나마 분쟁
파나마 분쟁(Panama riot)은 1964년 발생한 파나마의 분쟁으로, 문제 해결을 위해 미국과 새로운 조약을 체결하는 1977년까지 지속되었다.
1964년 1월 9일 미국이 관리하는 파나마운하 지대 내의 한 고등학교에서 미국인 학생이 파나마 국기를 게양하지 않았다고 항의하면서 난입한 파나마인 학생들에 대하여 미국의 경찰관 및 군대가 발포한 사건을 말한다. 이 사건으로 말미암아 파나마 정부는 미국과의 외교관계를 단절하였다. 유엔의 안전보장이사회가 중재에 나섰지만 파나마 정부는 운하 사용료의 증액을 포함해서 1903년의 미국과 파나마조약의 근본적 개정을 요구하였다. 미국이 영구 사용권과 사법·행정권을 행사해 온 파나마운하 지대에서는 1960년대 이후 계속 민족주의적인 반미운동이 격화되어 분쟁의 초점이 되고 있었다. 미국과 파나마는 해결을 위해 1977년 8월 새 파나마운하 조약을 체결하였다.